# Posuchy
Posuchy – przysiółek wsi Zielonka w Polsce, położony w województwie podkarpackim, w powiecie kolbuszowskim, w gminie Raniżów. Stanowi samodzielne sołectwo.
W latach 1975–1998 przysiółek należał administracyjnie do województwa rzeszowskiego.